# Çotanak Stadyumu
Le Çotanak Stadyumu est un stade basé à Giresun (Turquie). Il est utilisé pour les rencontres de football du Giresunspor et remplace l'ancien stade Giresun Atatürk Stadı (de) construit en 1950.

## Histoire
Le stade fait partie du complexe sportif de Çotanak, un complexe moderne qui dispose également d'une salle de sport multisports, d'un centre d'entraînement et d'une piscine olympique. Sa construction s'inscrivait dans le cadre du projet de construction et de modernisation de l'arène sportive mené par le ministère turc des Sports. Le nom du stade fait référence au principal produit agricole de Giresun : la culture des noisettes, en turc le "Çotanak" est le feuillage de la noisette, que l'on retrouve sur le blason de l'équipe.
Les travaux de construction du stade ont commencé en novembre 2016, avec une date d'achèvement initialement prévue pour la mi-2018. Cependant, les travaux ont connu des retards, il sera livré fin 2020, son inauguration officielle a eu lieu le 24 janvier 2021 avec le match entre Giresunspor et Balıkesirspor, qui s'est terminé par la victoire du club local par 1-0, dans un match de la deuxième division turque.

## Structure
Le toit du stade donne l'impression d'être plus grand qu'il ne l'est en réalité en raison de la forme irrégulière des tribunes. Constitué d'une gigantesque membrane en PVC de 25 000 m², il protège totalement des pluies fréquentes de la région humide de la mer Noire. Les formes arrondies du stade et du centre sportif font référence aux collines entourant le complexe sportif.